# (10676) Jamesmcdanell
(10676) Jamesmcdanell (1979 MD2) – planetoida z pasa głównego asteroid okrążająca Słońce w ciągu 3,49 lat w średniej odległości 2,3 j.a. Odkryta 25 czerwca 1979 roku.